# روبرت ويلدت
روبرت ويلدت (بالإنجليزية: Rupert Wildt)‏ فلكي ألماني أمريكي ولد في 25 يونيو 1905 وتوفي في 9 يناير 1976.
ولد في ميونيخ ونشأ هناك خلال الحرب العالمية الأولى وبعدها. حصل في عام 1927 على شهادة الدكتوراه من جامعة برلين ثم التحق بجامعة غوتنغن باختصاص خصائص الأغلفة الجوية.
درس عام 1932 الأطياف القادمة من المشتري وغيره من الكواكب الخاردية وحدد نطاقات امتصاص معينة تنتمي إلى المركبات الغنية بالهيدروجين مثل غاز الميثان والأمونيا. ليستنتج وجود تركيب له مشابه لتركيب الشمس والنجوم
في عام 1934 هاجر إلى الولايات المتحدة، وأصبح مساعدا للأبحاث في جامعة برنستون في الفترة من 1937 حتى 1942. ثم أصبح أستاذا مساعدا في جامعة فرجينيا حتى عام 1947، قبل أن ينضم إلى هيئة التدريس في جامعة ييل.